# Таємничий острів (фільм, 2008)
«Таємничий острів» (рос. Таинственный остров) — російськомовний повнометражний телефільм режисера Володимира Тихого знятий в Україні.
Фільм знімали як телефільм й вперше він вийшов на DVD 11 грудня 2008 в Росії від російської компанії New Dream Media. Ще трохи згодом фільм перевели на плівку й тикож випустили в український обмежений кінопрокат 15 січня 2009 року.
Відомо, що було створений україномовний дубляж фільму, але станом на 2020 рік він вважається втраченим оскільки Film.ua не випустила його на домашньому відео чи VOD-платформі.

## Синопсис
Успішний бізнесмен Максим зі спокійною душею відпускає свою дружину — відому журналістку — в чергове відрядження до Богом забутого селища. Там, на острові, за радянських часів було створено секретний НДІ, вчені якого вели розробки «вітаміну щастя» і намагалися створити людину майбутнього. Після розпаду Союзу НДІ був законсервований і всі експерименти припинено. Але люди, які потрапляли в ці краї, продовжували зникати…
Після двох тижнів Максим отримує лист від дружини з текстом: «Не шукай мене! Я знайшла своє щастя». Ошелешений таким поворотом подій, головний герой закидає всі справи і відправляється на пошуки. Добравшись до села і поспілкувавшись з місцевими жителями, Максим починає розуміти, що тут коїться якась чортівня.

## У ролях
- Неллі Уварова
- Євген Стичкін
- Богдан Бенюк
- Володимир Ніколаєнко
- Гана Олександрович
- Юрій Висоцький
- Максим Нікітін
- Ганна Кузіна
- Данило Вулицький
- Марк Дробот

## Виробництво
Кінокомпанія Film.ua розпочала знімати фільм 18 травня 2008 року. Фільм знімали як телефільм, але згодом фільм перевели на плівку та пустили в обмежений прокат в Україні 15 січня 2009.
За словами режисера фільм створювався з метою продажу телеканалам й кошторис у стрічки телефільмовий.